# Mercy-le-Bas
Mercy-le-Bas település Franciaországban, Meurthe-et-Moselle megyében. Lakosainak száma 1276 fő (2022. január 1.). Mercy-le-Bas Bazailles, Boismont, Joppécourt, Mercy-le-Haut, Saint-Supplet, Xivry-Circourt és Han-devant-Pierrepont községekkel határos.

## Népesség
A település népességének változása:
| Lakosok száma | 1788 | 1428 | 1323 | 1337 | 1280 | 1271 | 1278 | 1281 | 1282 | 1276 |
|               | 1968 | 1982 | 1990 | 2006 | 2013 | 2015 | 2017 | 2019 | 2020 | 2022 |